# Dalriada (gruppo musicale)
Dalriada è un gruppo musicale folk metal proveniente da Sopron, in Ungheria. Si costituirono nel 1998 come Echo of Dalriada, ma decisero di modificare il nome nel tardo 2006. Il loro secondo lavoro in studio Szelek (traducibile in italiano come "venti", nel senso di correnti d'aria) del 2008 fu un enorme successo in patria, tanto da arrivare al secondo posto nella classifica Mahasz ( la principale classifica del paese magiaro ).
Il loro album Arany ( dedicato al poeta omonimo ) vinse nel 2009 il premio Hungarian Metal Awards sbaragliando la concorrenza di oltre 70 pretendenti. Nel 2011 è uscito il loro sesto lavoro, Ígéret, che ha consacrato il gruppo anche al di fuori dei confini nazionali.

## Titoli degli album
I titoli dei loro album sono antichi nomi poetici ungheresi per i mesi, non più usati al giorno d’oggi. Sicché "Fergeteg" è il nome antico di gennaio, "Jégbontó" ("che toglie il ghiaccio"?) è febbraio, "Kikelet" ("primavera"; kelet significa "est") è marzo, "Szelek" ("venti") è aprile, "Ígéret" ("promessa") è maggio, "Napisten" ("dio del sole") è giugno, "Áldás" ("benedizione") è luglio, "Új Kenyér" ("nuovo pane") è agosto, "Őszelő" è settembre, "Magvető" ("che semina"??) è ottobre, "Enyészet" è novembre e "Álom" ("sogno") è dicembre. Arany-Album è un'eccezione, dato che contiene i poemi di János Arany, un poeta ungherese del XIX secolo.

## Nome del gruppo
Dalriada (o anche Dál Riata) era un territorio che comprendeva le coste ovest della Scozia e alcuni territori dell'Irlanda del Nord.

## Discografia
Album in studio
- 2004 - Fergeteg
- 2006 - Jégbontó
- 2006 - Kikelet
- 2008 - Szelek
- 2009 - Arany-album
- 2011 - Ígéret
- 2012 - Napisten Hava
- 2016 - Áldás
- 2016 - Forrás
- 2018 - Nyárutó

Demo
- 2003 - A walesi bárdok

Raccolte
- 2015 - Mesék, Álmok, Regék

## Membri
Line-up ufficiale:
- Laura Binder - voce (1998-presente)
- András Ficzek - voce (1998-presente), chitarra (2000-presente)
- Mátyás Németh-Szabó - chitarra (2006-presente)
- István Molnár - basso (2008-presente)
- Barnabás Ungár - tastiera (2009-presente)
- Tadeusz Rieckmann - batteria (2001-presente)

In Studio
- Attila Fajkusz - violino, tamburello (2007, 2009-presente)
- Ernő Szőke - contrabasso (2009-presente)
- Gergely Szőke - viola, liuto (2009-presente)

Membri passati:
- Péter Hende – chitarra (1998 – 2001†)
- Marcell Fispán – chitarra (1998 – 2005)
- György Varga – basso (2002 – 2008)
- Gergely Nagy – tastiere (2003 – 2006)
- András Kurz – tastiere (2006 – 2009)